# Provinz Cañar
Die Provinz Cañar (span. Provincia de Cañar) ist eine Provinz in Ecuador. Sie liegt in den Anden und hat auf einer Fläche von rund 3600 km² etwa 230.000 Einwohner. Der Name der Provinz geht auf das Volk der Kañari zurück. Ihre Hauptstadt ist Azogues, eine weitere bedeutende Stadt ist Cañar. In der Provinz liegen die bekannten Ruinen der Inkafestung und Kultstätte Ingapirca.

## Lage
Die Provinz Cañar liegt im südlichen Zentrum Ecuadors und grenzt im Norden an die Provinz Chimborazo, im Osten an die Provinz Morona Santiago, im Süden an die Provinz Azuay und im Westen an die Provinz Guayas.

## Geschichte
Die Provinz Cañar wurde während der Präsidentschaft von Ignacio de Veintemilla auf Eingabe des Kantons Azogues durch Beschluss des ecuadorianischen Kongresses vom 17. November 1880 als Provinz Azogues begründet. Sie umfasste ursprünglich die bisher zu Azuay gehörenden Kantone Azogues und Cañar sowie das Kirchspiel Deleg. Später wurde die Provinz in Hommage an die indigene Volksgruppe der Kañari in Cañar umbenannt. Das historische und aktuelle Hauptsiedlungsgebiet der Kañari liegt in der Provinz.
Entwicklung der Einwohnerzahl der Provinz Cañar bei landesweiten Volkszählungen zum jeweiligen Gebietsstand:
| Jahr                    | Einwohner | +/-    |
| ----------------------- | --------- | ------ |
| 1950                    | 97.681    | –      |
| 1962                    | 112.733   | 15,4 % |
| 1974                    | 146.570   | 30 %   |
| 1982                    | 174.510   | 19,1 % |
| 1990                    | 189.347   | 8,5 %  |
| 2001                    | 206.981   | 9,3 %  |
| 2010                    | 225.184   | 8,8 %  |
| 2022                    | 227.578   | 1,1 %  |
| Datenherkunft: Wikidata |           |        |

## Sehenswürdigkeiten

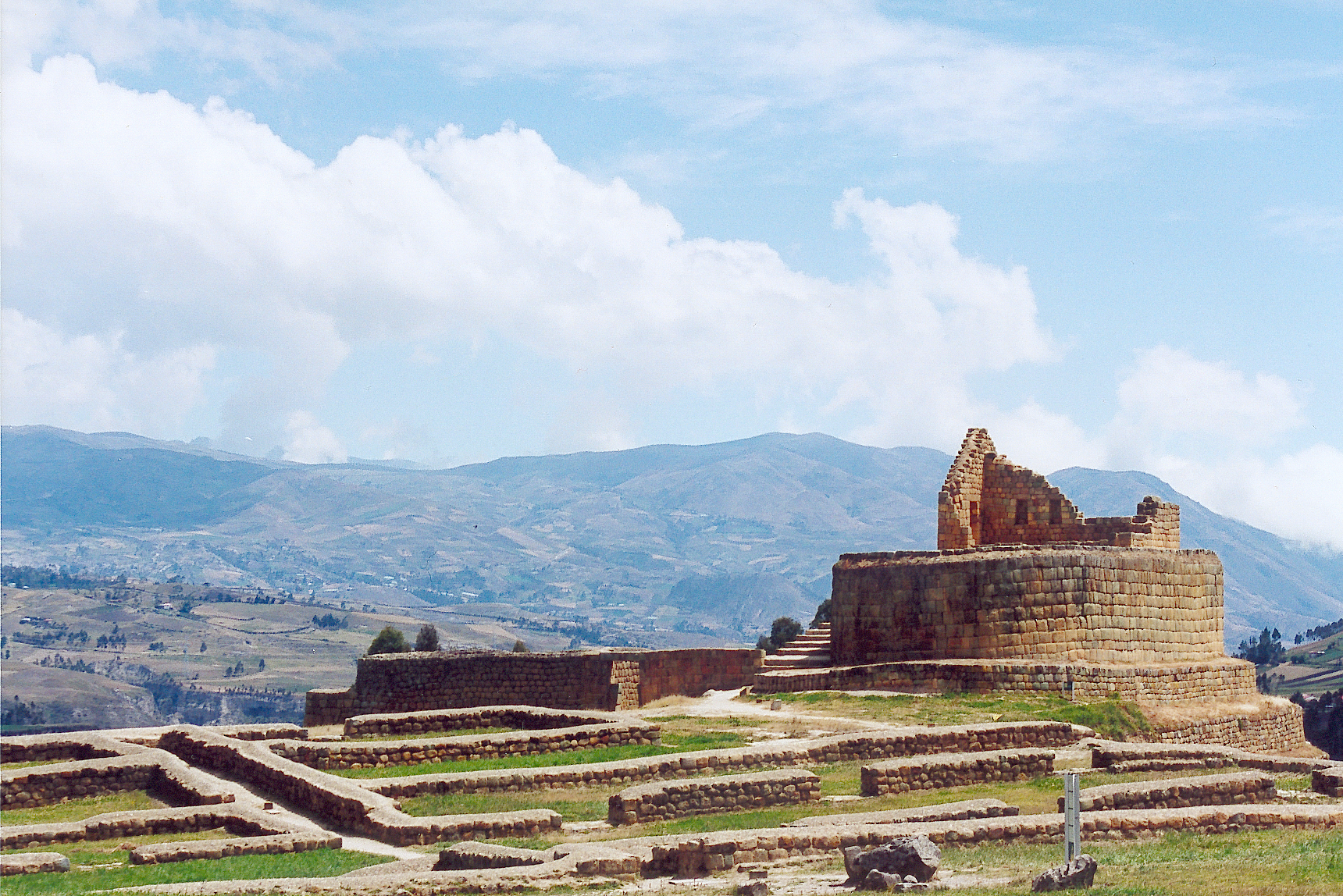
Inka-Ruinen in Ingapirca

Neben der Gebirgsregion (u. a. Teile des Sangay-Nationalparks) und zahlreichen Seen bilden die Ruinen von Ingapirca die Hauptsehenswürdigkeit der Provinz. Gleichzeitig ist der Komplex von Ingapirca die bedeutendste präkolumbische archäologische Stätte Ecuadors. Sie befindet sich etwa 50 km nördlich von Azogues im Kirchspiel Ingapirca des Kantons Cañar.
Der genaue Zweck der Anlage, die von den spanischen Chronisten der Konquista als „Burg“ (castillo) bezeichnet wurde, ist noch immer nicht entschlüsselt. Inzwischen ist jedoch deutlich geworden, dass es sich nicht nur um eine Festung, sondern auch um eine Kultstätte der Inka bzw. der Kañari handelte. Die Bauweise des fugenlosen Zusammenfügens großer behauener Steinblöcke ähnelt den in Cuzco erhaltenen Inkaruinen. Nach gängiger Deutung umfasst der Komplex unter anderem einen Sonnentempel, ein Observatorium zur Beobachtung von Sonne und Mond, Lagerräume, rituelle Bäder, Grabstätten, Straßen und Plätze. Der Name „Ingapirca“ stammt aus dem Quechua und bedeutet „Wand des Inka“.
In der Nähe von Ingapirca liegt am Fuß des Berges Yanaurco auf 3915 Metern Höhe die Laguna de Culebrillas. Es wird derzeit noch diskutiert, ob der vom gleichnamigen Fluss gespeiste See auf natürliche Weise entstanden ist oder vor Hunderten von Jahren von den Kañari künstlich angelegt wurde.

## Kantone

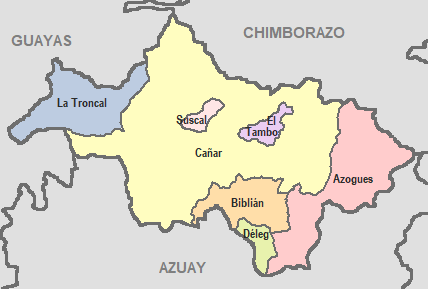
Karte der Provinz Cañar mit Kantonen

Die Provinz Cañar umfasst derzeit sieben Kantone. Diese sind (in der Reihenfolge ihrer Einrichtung):
1. Cañar (eingerichtet 1824 als Kanton der großkolumbianischen Provinz Cuenca (heute Azuay), Hauptort: Cañar)
2. Azogues (eingerichtet 1825 als Kanton der großkolumbianischen Provinz Cuenca, Hauptort: Azogues)
3. Biblián (eingerichtet 1944, Hauptort: Biblián)
4. La Troncal (eingerichtet 1983, Hauptort: La Troncal, bei den Kañari früher Rircay)
5. El Tambo (eingerichtet 1991, Hauptort: El Tambo)
6. Déleg (eingerichtet 1992, Hauptort: Déleg)
7. Suscal (eingerichtet 1996, Hauptort: Suscal; die seit der Einrichtung des Kantons amtierende Lehrerin Abelina Morocho Pinguil von der Volksgruppe der Kañari war seinerzeit die erste indigene Bürgermeisterin in Ecuador)